# Fünf Freunde 3
Fünf Freunde 3 (Nederlands: De Vijf en de Piratenschat) is een Duitse jeugdfilm, gebaseerd op de gelijknamige boekenserie van Enid Blyton. Deze film is grotendeels gebaseerd op het verhaal De Vijf en de schat op het Fluistereiland.

## Rolverdeling

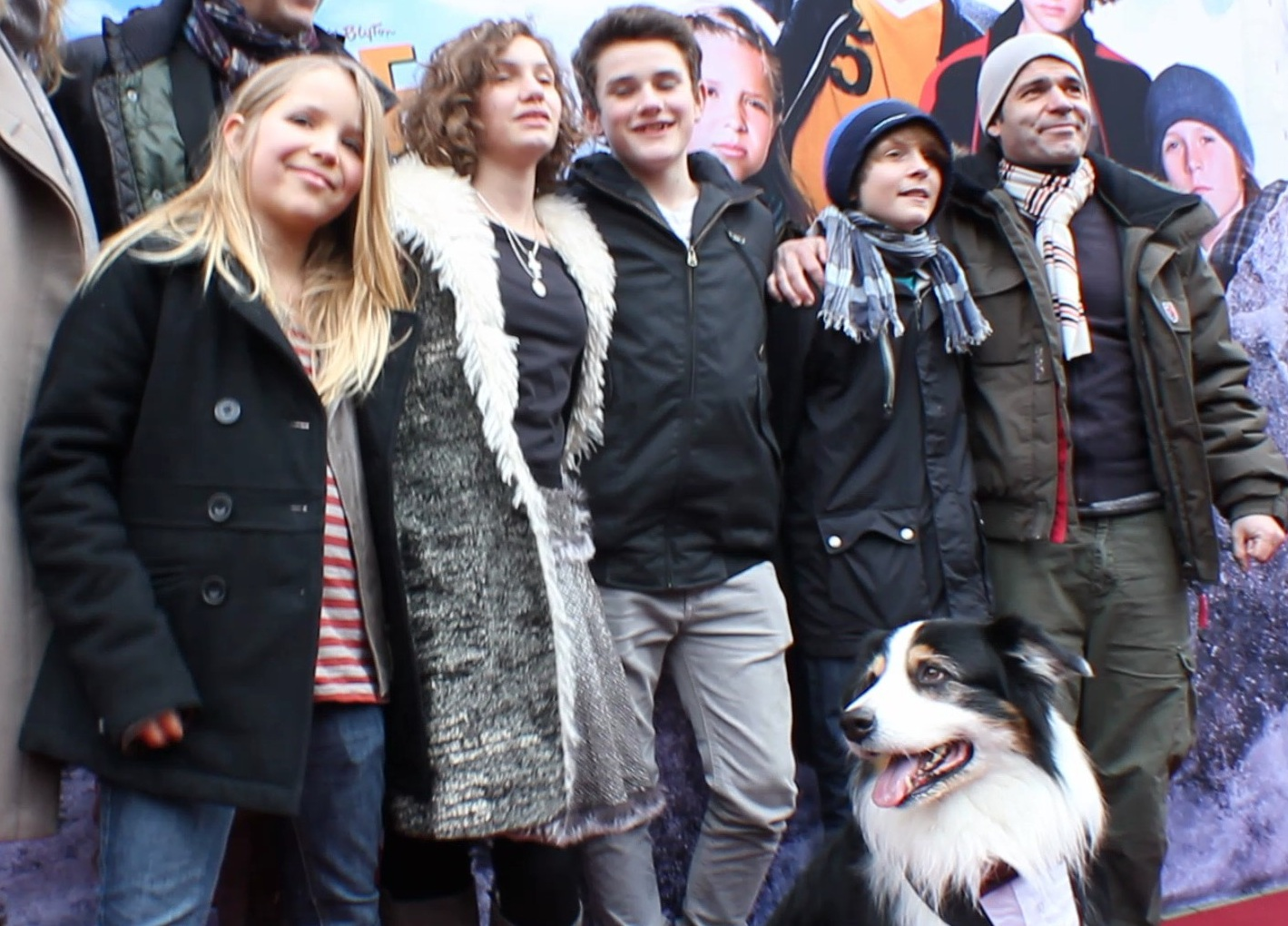
De hoofdcast en de regisseur van de film.

- Valeria Eisenbart als George
- Quirin Oettl als Julian
- Justus Schlingensiepen als Dick
- Neele-Marie Nickel als Anne
- Coffey (border collie) als Timmy
- Michael Fitz als Uncle Quentin
- Davina Weber als Joe
- Nora von Waldstätten als Cassi
- Michael Kessler als Nick